# Dubravka Šimonović
Dubravka Šimonović (Zagreb, 11 d'agost de 1958) és una jurista croata especialista en polítiques d'igualtat entre homes i dones i drets Humans. Al juny de 2015 fou nomenada relatora sobre la violència masclista, les seves causes i conseqüències, pel Consell de Drets Humans de l'ONU amb l'objectiu de recomanar mesures i estratègies nacionals i internacionals per a eliminar la violència masclista. Del 2002 al 2014 ha estat membre del Comité de la CEDAW. Dirigí el Departament de Drets Humans del Ministeri d'Afers Exteriors de la República de Croàcia i ha estat coordinadora en igualtat de gènere del ministeri croat.

## Trajectòria
Estudià dret en la Universitat de Zagreb (1991) i se'n doctorà al 1997. Fou investigadora convidada en la Columbia Law School (2002) i professora convidada en l'Institut Urban Morgan dels Drets Humans de la Universitat de Cincinnati (2011).
Compromesa amb la lluita contra la violència sexista el 1994, fou jurista en el Programa de Protecció i Ajuda a les Víctimes de Violència del Govern de Croàcia el 1994 i membre fundadora del Comité Nacional per la Igualtat de la Dona de Croàcia (2002-2004). Fou coordinadora d'Igualtat de Gènere del Ministeri d'Afers Exteriors del 2004 al 2006. El 2002 assumí la direcció del departament de Drets Humans del Ministeri d'Afers Exteriors de Croàcia.
El 2006 fou ambaixadora i ministra plenipotenciària de la Missió Permanent de Croàcia davant l'ONU a Nova York.
Del 2002 al 2014 pertangué al Comité de l'ONU per a la CEDAW, com a relatora (2005-2006), presidenta (2007-2008) i presidenta del Grup de Treball del Protocol Facultatiu relatiu a la Comunicació (2011-2012).
També col·laborà amb el grup assessor d'UNIFEM per a publicar l'informe "El progrés de les Dones al món" (2009-2011).
Des d'abril del 2013 és ambaixadora de l'OSCE i l'ONU a Viena. Fou copresidenta del Comité CAHVIO del Consell d'Europa que va elaborar la Convenció sobre la Prevenció i Lluita contra la violència cap a la dona i la violència masclista (Conveni d'Istanbul).

## Observatori sobre feminicidi
Šimonović ha demanat la creació en cada estat d'un Observatori del feminicidi que publique un informe cada 25 de novembre, Dia Mundial contra la Violència Masclista, detallant el nombre de morts sexistes per any, desglossat per edat, sexe i origen ètnic dels autors, així com la relació entre l'autor i la víctima; i amb informació pública sobre si els autors han estat jutjats i punits, amb l'objectiu que es determinen les deficiències dels sistemes estatals de prevenció, la manca d'avaluació de riscs i gestió, i la identificació errònia, l'ocultació i el subregistre de morts relacionades amb el gènere.
La relatora considera que entre les principals barreres per a la prevenció de feminicidis destaquen les febleses dels sistemes estatals, la manca d'avaluació adequada dels riscs i l'escassetat o mala qualitat de les dades.